# Antineutron
Antineutron je antičestica neutrona sa simbolom n. On se razlikuje od neutrona samo po tome što neka od njegovih svojstava imaju jednaku veličinu ali suprotan znak. On ima istu masu kao i neutron, i nema neto električni naboj, ali ima suprotan barionski broj (+1 za neutron, -1 za antineutron). To je zato što je antineutron sačinjen od antikvarkova, dok su neutroni sastavljeni od kvarkova. Antineutron se sastoji od jednog gornjeg antikvarka i dva donja antikvarka.
Pošto je antineutron električno neutralan, on se ne može lako posmatrati direktno. Umesto toga, posmatraju se proizvodi njegove anihilacije običnom materijom. Teoretski, slobodni antineutron treba da se raspadne u antiproton, pozitron i neutrino u procesu analognom beta raspadanju slobodnih neutrona. Postoje teorijski predlozi oscilacija neutron-antineutrona, procesa koji podrazumeva kršenje očuvanja barionskog broja.
Antineutron je otkriven u sudaru protona-antiprotona u Bevatronu (Larens Berkli nacionalnoj laboratoriji) zaslugom Brusa Korka 1956. godine, godinu dana nakon što je antiproton otkriven.

## Magnetni moment
Magnetni moment antineutrona je suprotan magnetnom momentu neutrona. On je +1,91 µN za antineutron, dok je −1,91 µN za neutron (relativno na pravac spina). Ovde je µN nuklearni magneton.

## Literatura
- Feynman, R. P. (1987). „The reason for antiparticles”.  Ур.: R. P. Feynman; S. Weinberg. The 1986 Dirac memorial lectures. Cambridge University Press. ISBN 0-521-34000-4.
- Weinberg, S. (1995). The Quantum Theory of Fields, Volume 1: Foundations. Cambridge University Press. ISBN 0-521-55001-7.
- G. Fraser (18. 5. 2000). Antimatter: The Ultimate Mirror. Cambridge University Press. ISBN 978-0-521-65252-0.
- Schmidt, G.R.; Gerrish, H.P.; Martin, J.J.; Smith, G.A.; Meyer, K.J. „Antimatter Production for Near-term Propulsion Applications” (PDF). Архивирано из оригинала (PDF) 6. 3. 2007. г.
- Lewis, R. A.; Smith, G. A.; Howe, S. D. (1997). „Antiproton portable traps and medical applications” (PDF). Hyperfine Interactions. 109 (1–4): 155. Bibcode:1997HyInt.109..155L. doi:10.1023/A:1012653416870. Архивирано из оригинала (PDF) 22. 8. 2011. г.
- Gibney, E. (2018). „Physicists plan antimatter's first outing – in a van”. Nature. 554 (7693): 412—413. Bibcode:2018Natur.554..412G. PMID 29469122. doi:10.1038/d41586-018-02221-9.
- Blaum, K.; Raizen, M. G.; Quint, W. (2014). „An experimental test of the weak equivalence principle for antihydrogen at the future FLAIR facility”. International Journal of Modern Physics: Conference Series. 30: 1460264. Bibcode:2014IJMPS..3060264B. doi:10.1142/S2010194514602646. hdl:11858/00-001M-0000-001A-152D-1 .
- Antipov, Y. M.;  . (1974). „Observation of antihelium3 (in Russian)”. Yadernaya Fizika. 12: 311.
- Arsenescu, R.;  . (2003). „Antihelium-3 production in lead–lead collisions at 158 A GeV/c”. New Journal of Physics. 5 (1): 1. Bibcode:2003NJPh....5....1A. doi:10.1088/1367-2630/5/1/301 .
- Agakishiev, H.;  . (2011). „Observation of the antimatter helium-4 nucleus”. Nature. 473 (7347): 353—356. Bibcode:2011Natur.473..353S. PMID 21516103. arXiv:1103.3312 . doi:10.1038/nature10079.
- ALPHA Collaboration (2011). „Confinement of antihydrogen for 1,000 seconds”. Nature Physics. 7 (7): 558—564. Bibcode:2011NatPh...7..558A. arXiv:1104.4982 . doi:10.1038/nphys2025.
- Amole, C.;  . (2012). „Resonant quantum transitions in trapped antihydrogen atoms” (PDF). Nature. 483 (7390): 439—443. Bibcode:2012Natur.483..439A. PMID 22398451. doi:10.1038/nature10942. hdl:11568/757495.
- Madsen, N. (2010). „Cold antihydrogen: a new frontier in fundamental physics”. Philosophical Transactions of the Royal Society A. 368 (1924): 3671—82. Bibcode:2010RSPTA.368.3671M. PMID 20603376. doi:10.1098/rsta.2010.0026 .
- „Ten things you might not know about antimatter”. symmetry magazine. Архивирано из оригинала 8. 11. 2018. г. Приступљено 2018-11-08.
- „Smidgen of Antimatter Surrounds Earth”. 11. 8. 2011. Архивирано из оригинала 26. 9. 2011. г.
- Agakishiev, H.;  . (STAR Collaboration) (2011). „Observation of the antimatter helium-4 nucleus”. Nature. 473 (7347). Bibcode:2011Natur.473..353S. PMID 21516103. S2CID 118484566. arXiv:1103.3312 . doi:10.1038/nature10079.
- Canetti, L.;  . (2012). „Matter and Antimatter in the Universe”. New J. Phys. 14 (9). Bibcode:2012NJPh...14i5012C. S2CID 119233888. arXiv:1204.4186 . doi:10.1088/1367-2630/14/9/095012.
- Tenenbaum, David (28. 12. 2012). „One step closer: UW-Madison scientists help explain scarcity of antimatter”. University of Wisconsin–Madison News. Архивирано из оригинала 28. 12. 2012. г.
- Tsan, Ung Chan (2013). „Mass, Matter, Materialization, Mattergenesis and Conservation of Charge”. International Journal of Modern Physics E. 22 (5). Bibcode:2013IJMPE..2250027T. doi:10.1142/S0218301313500274. „Matter conservation means conservation of baryonic number A and leptonic number L, A and L being algebraic numbers. Positive A and L are associated to matter particles, negative A and L are associated to antimatter particles. All known interactions do conserve matter.”
- Tsan, U. C. (2012). „Negative Numbers And Antimatter Particles”. International Journal of Modern Physics E. 21 (1). Bibcode:2012IJMPE..2150005T. doi:10.1142/S021830131250005X. „Antimatter particles are characterized by negative baryonic number A or/and negative leptonic number L. Materialization and annihilation obey conservation of A and L (associated to all known interactions).”
- Dirac, Paul A. M. (1965). Physics Nobel Lectures (PDF). 12. Amsterdam-London-New York: Elsevier. Архивирано (PDF) из оригинала 10. 10. 2019. г. Приступљено 10. 10. 2019.
- „Antimatter”. Science Fiction Encyclopedia. Архивирано из оригинала 28. 7. 2019. г. Приступљено 10. 10. 2019.
- McCaffery, Larry (јул 1991). „An Interview with Jack Williamson”. Science Fiction Studies. 18 (54). Архивирано из оригинала 12. 9. 2006. г.
- Pearson, K. (1891). „Ether Squirts”. American Journal of Mathematics. 13 (4). JSTOR 2369570. doi:10.2307/2369570.
- Kragh, H. (2002). Quantum Generations: A History of Physics in the Twentieth Century. Princeton University Press. ISBN 978-0-691-09552-3.
- Schuster, A. (1898). „Potential Matter – A Holiday Dream”. Nature. 58 (1503). Bibcode:1898Natur..58..367S. S2CID 4046342. doi:10.1038/058367a0 . Архивирано из оригинала 10. 10. 2021. г. Приступљено 31. 8. 2020.
- Harrison, E. R. (2000-03-16). Cosmology: The Science of the Universe (2nd изд.). Cambridge University Press. ISBN 978-0-521-66148-5. Архивирано из оригинала 10. 10. 2021. г. Приступљено 31. 8. 2020.
- Dirac, P. A. M. (1928). „The Quantum Theory of the Electron”. Proceedings of the Royal Society A. 117 (778). Bibcode:1928RSPSA.117..610D. JSTOR 94981. doi:10.1098/rspa.1928.0023 .
- Kaku, M.; Thompson, J. T. (1997). Beyond Einstein: The Cosmic Quest for the Theory of the Universe. Oxford University Press. ISBN 978-0-19-286196-2.
- Stewart, P. J. (2010). „Charles Janet: Unrecognized genius of the periodic system”. Foundations of Chemistry. 12 (1). S2CID 171000209. doi:10.1007/s10698-008-9062-5.
- Canetti, L.; Drewes, M.; Shaposhnikov, M. (2012). „Matter and antimatter in the universe”. New Journal of Physics. 14 (9). Bibcode:2012NJPh...14i5012C. S2CID 119233888. arXiv:1204.4186 . doi:10.1088/1367-2630/14/9/095012.

## Spoljašnje veze
- „suppression of neutron-antineutron oscillation”. arXiv:abs/hep-ph/9503300  Проверите вредност параметра |arxiv= (помоћ).
- Antiparticle (physics) на веб-сајту Енциклопедија Британика (језик: енглески)